# 波多野和俊
波多野 和俊（はたの かずとし、1979年4月2日 - ）は、日本の男性声優、舞台俳優。

## 経歴
以前は劇団21世紀FOX、カレイドスコープに所属していた。フリーを経て2014年4月からVOICEプロダクション「アルカンシェル」（アクトゥリスプロダクション事業部）所属。プロ・フィット声優養成所第3期卒。

## 人物
方言は大分弁。音域はBb - D。
趣味 ・特技は映画鑑賞、マンガ収集、猫観察、魚の3枚おろし、	料理、計算、サッカー。
資格は調理師免許。

## 出演
太字はメインキャラクター。

### テレビアニメ
2002年
- 藍より青し（隆、フロントB）
- キ・ファイターテラン（トレロ）

2003年
- シンデレラボーイ（兵士A）
- MOUSE（SAT隊員）

2006年
- Gift〜eternal rainbow〜（江戸真紀）
- 史上最強の弟子ケンイチ（不良、部下、ロキの部下 他）

2007年
- 地獄少女 二籠（2007年 - 2009年、指揮者、住民、男子生徒、警官）- 2シリーズ
- 地球へ…（ユウイ、アイハラ）
- Devil May Cry（ピザ屋）
- ドージンワーク（星純一郎、駅員）
- 魔人探偵脳噛ネウロ（男A）

2008年
- AYAKASHI（市民）
- カオス;ヘッド -CHAOS;HEAD-（安沢、チンピラ、男B、男子A、リュック男、ポーターB）
- PERSONA-trinity soul-
- Mission-E（エージェント）
- ワールド・デストラクション 〜世界撲滅の六人〜

2009年
- こばと。（男子生徒、男性）
- はじめの一歩 New Challenger
- RIDEBACK -ライドバック-（テニス部員B、級友、カメラマン）

2011年
- X-MEN（ミュータントの青年）

2016年
- にゃんぼー!（ハチワレ、イプシロン）

2017年
- クリオネの灯り（男子生徒、ラジオの声）

### 劇場アニメ
- 犬夜叉 紅蓮の蓬莱島（2004年、村人）
- おまえうまそうだな（2010年）
- 劇場版“文学少女”（2010年）

### 一般向ゲーム
- ICARUS ONLINE（エロル）
- Crystal Crest（プレイヤー操作キャラクター〈男性版ボイス〉）
- ルクス・ペイン（2008年、アーサー・メイズ）
- アヴァロンコード（2008年、ウル、ビス）
- ナナミの教えてEnglish DS 〜めざせTOEIC TESTマスター〜（2011年、三津枝博士）
- ナナミの教えて英文法 DS 〜基礎から学ぶステップアップ学習〜（2011年、三津枝博士）
- でんぢゃらすじーさんと1000人のお友だち邪（2012年）
- 灼熱と熱砂のはざまで（2012年、教師、王子、大臣）
- D×2 真・女神転生 リベレーション（2018年）
- 龍が如く7 光と闇の行方（2020年）
- 龍が如く8（2024年）
- 龍が如く8外伝 Pirates in Hawaii（2025年）

### 18禁ゲーム
- 少年達の病棟（2004年、瀬田薫）- BLゲーム
- My Merry May with be（2005年）
- Lamento -BEYOND THE VOID-（2006年、コノエ）- BLゲーム
- 聖なるかな -The Spirit of Eternity Sword 2-（2007年、森信助）
- キラル盛（2008年、コノエ）- BLゲーム
- 仏蘭西少女〜Une fille blanche〜（2009年、眞山皐之介）
- 輝光翼戦記 天空のユミナFD -ForeverDreams-（2010年、グラハム・ファーディナント 他）
- メルクリア 〜水の都に恋の花束を〜（2010年、リンヴェルド＝インブルーリア）
- 神様(仮) 学園騒乱編（2013年、生田秋壱[8]）- BLゲーム
- Si-Nis-Kanto（2013年、マキ[9]）- BLゲーム

### 吹き替え

#### 映画
- かみさまへのてがみ（カール 他）
- 建築学概論（学生時代のスンミン〈イ・ジェフン〉）
- さまよう刃 韓国版（パク・ヒョンス刑事）
- テイカーズ（エディ・“ハッチ”・ハッチャー〈ジェイ・ヘルナンデス〉）
- トンネル 闇に鎖された男
- NERVE/ナーヴ 世界で一番危険なゲーム（ロビー）
- ベテラン（ユン刑事〈キム・シフ〉）
- ムーンフォール（船長[10]）
- 恋愛だけじゃダメかしら?（マルコ〈チェイス・クロフォード〉）

#### ドラマ
- アウトキャスト
- 今、私たちの学校は…（校長先生）
- TRUE JUSTICE シーズン2 PART1 - 6（ジョニー）

### ドラマCD
2000年代
- スキャンダルシリーズ3 学園祭はスキャンダル（2003年、アナウンス）
- 無敵シリーズ6 新・無敵なぼくら（2003年、春臣）
- いとしのテディ・ボーイ（2003年、生徒1）
- だまし討ちだぜ、DR（2004年、志村忠則）
- 極妻のススメ（2004年、組員5）
- ショショリカ（2007年、フラノイド＝ジオ）
- ドラマCD 半分の月がのぼる空 VOL.5（2007年）
- 純愛エゴイスト2（2007年、橋本）
- シュラキ オリジナルドラマCD 第1、4、5話（2007年 - 2008年、山岡俊文）
- Lamento -BEYOND THE VOID- DRAMA CD Vol.1 - 3（2007年 - 2009年、コノエ）
- TVアニメーション Devil May Cry ドラマCD Vol.2（2008年、警官）
- 鬼切様の箱入娘（2009年、伏緒耶櫃）
- Lamento -BEYOND THE VOID- Drama CD ラブラブラメント学園（2009年、コノエ）
- Drama CD Lamento -BEYOND THE VOID- Rhapsody to the past（2009年、コノエ）
- ドラマCD版 “文学少女”と死にたがりの道化【前篇】（2009年、男）

2010年代
- 青い羊の夢（2010年、界・コウダ）
- 家族ゲーム（2010年、温水尚武）
- 明日も湯梨浜で。（2010年、倉吉幸多）
- CHiRAL CAFEへようこそ1、2（2010年 - 2016年、コノエ）
- くすりのマジョラム ドラマCD（2011年、浜路市矢）
- その手の熱を重ねて（2011年、高杉、古賀陶房の弟子）
- convenience store LAMENTO（2011年、コノエ）
- モテハピ ココロtoカラダ満ちてく（2013年、西園寺眞人）
- 神様（仮）-カミサマカッコカリ- 正しい夏休みの過ごし方（2013年、生田秋壱）
- 勇星戦隊☆ジンレンジャー Vol.1、2（2014年、青柳亮太）[11]（コミックマーケット84・86とメロンブックスにて販売）
- Si-Nis-Kanto ドラマCD Another Story vol.1 - 6（2014年 - 2015年、マキ）
- 神力アイドル ミヤビノシスターズ（2017年、橋本[12]）

### オーディオドラマ
- BURNS SKOOL（2021年、黒川社長[13]）

### 携帯コンテンツ
- 女将のキミに（桜坂嶺）
- ヴァンパイア・ブライド（十七夜佑真）
- 恋学園（雨田陽太）
- 遥かなる異郷グランヴィリア

### ラジオ
※はインターネット配信。
- 智一・美樹のラジオビッグバン（2001年 - 2002年、文化放送）- 3代目アシスタント（第1期BGP）
- 和俊・巴のラジオみきれまくり
- マカロンdeラヂオ（2013年 - ？）

### 舞台
- 劇団21世紀FOX
  - 2001-
  - デュナミス・ボックス
  - -F・f エフ-
  - アリスインワンダーランド
  - 碧い彗星の一夜
  - 螺子と振り子
  - 紫煙倶楽部の犯罪
  - 十一人の少年
  - GOOD MEN
  - インシデンタル・ギフト
  - おかえりグランパ
- 演劇企画CRANQ
  - ソープオペラ（鮎川幹夫）
  - 絢爛とか爛漫とか モダンボーイ版（2012年、泉謙一郎）
  - 止むに止まれず！（藤田芳郎）
  - プリモ・ピアット〜おいしい関係〜
  - プリモ・ピアット〜聖夜のヒミツ〜
- 乙女企画クロジ☆
  - CANDY LOVE
  - 浪漫女優
  - アニメ大国ニッポン
  - 僕の愛した冒険（澤田）
  - きんとと（戸塚佳正）
  - エンガワノクラゲ（俵井みつる）
  - 異説 金瓶梅（雲離守）
  - ヒルコ
- スプリングマン
  - ワンダーランド
  - 弁当屋の四兄弟（みなもと信秀）
  - どんまい、椿夫人。
  - 不滅の恋人（箕輪先生）
- GKDNプロデュース
  - NIGHT OF THE LIVING HERO（焔烈火）
- SS produce 異次元飛行
  - ミスタームーンライト〜月光旅人（館長）
- team.roughstyle 
  - （朗読劇）狗傳-kuden-
- はらぺこペンギン！ 
  - よりどころ！
  - ポンコツロボットと素敵なカミソリシュート！
  - チェンジ・ザ・ダイアリー！前編「名前を付けて保存」
  - 鬼ヶ島平八郎一家の乱！
  - 不思議の国でノックアウト
- コズヱヲプロデュース。 
  - おはじき
  - hollow
- まごころ18番勝負
  - "…In The Attic"
- 進戯団夢命クラシックス
  - 君の瞳には悠限のファクティス
- 演劇ユニット3LDK
  - カサブタかきむしれっ！（幕前芝居出演）
- あサルとピストル
  - さよならブルマー A lady in Bloomers #10
- その他
  - リーディングライブ「オルフェ・カフェ」

## ディスコグラフィ

### その他参加作品
| 発売日 | 商品名                                                      | 歌           | 楽曲                    | 備考                                         |
| 2002年 | 2002年                                                      | 2002年       | 2002年                  | 2002年                                       |
| ------ | ----------------------------------------------------------- | ------------ | ----------------------- | -------------------------------------------- |
| 9月1日 | 番組非公認海賊版CD 智一・美樹のラジオ・ビッグバソ BGP First | 波多野和俊   | 「烈火-REKKA-」         | ラジオ『智一・美樹のラジオビッグバン』関連曲 |
| 9月1日 | 番組非公認海賊版CD 智一・美樹のラジオ・ビッグバソ BGP First | ペニーレイン | 「LIFE.R（Live Ver.）」 | ラジオ『智一・美樹のラジオビッグバン』関連曲 |